# Muhàmmad Haixim Khwafi Khan Nizam al-Mulk
Muhàmmad Haixim Khwafi Khan Nizam al-Mulk (vers 1664 - després de 1732) fou un historiador conegut com a Khwafi Khan (que era un títol derivat dels seus vincles amb el districte de Khwaf a Pèrsia). Era probablement nascut a l'Índia, i el seu pare fou servidor de Murad Bakhsh, fill de Shah Jahan, i va ser malferit a la batalla de Samogarh. Khwafi Khan va servir sota Aurangzeb, Bahadur Shah I i Muhammad Shah de Delhi, tant al Dècan com al Gujarat; va viure molt de temps a Surat, però també a Ahmedabad (que va defensar contra Jahangir) i a Rahuri, a la regió de Siuji. Sota Bahadur Shah era governador de Champaner. Probablement al final de la seva vida va estar al servei d'Asaf Jah I, nizam d'Hyderabad, vers el 1731/1732, i va morir posteriorment en data exacta desconeguda. Va escriure una història dels timúrides de l'Índia titulat Muntakhab al-lubab (Elecció de la quintaesència) 